# Matías Masiero
Cristian Matias Maldonado (Dolores, Argentina, 22 de septiembre de 1989) es un baloncestista argentino que juega de escolta.

## Clubes
| Club                | País    | Año             |
| ------------------- | ------- | --------------- |
| Central Español     | Uruguay | 2006–2007       |
| Genoa               | Italia  | 2008            |
| Pisa                | Italia  | 2008            |
| Bella Vista         | Uruguay | 2009            |
| Unión Española      | Chile   | 2009–2011       |
| Hangzhou Greentown  | China   | 2011–2012       |
| Unión La Calera     | Chile   | 2012            |
| Unión Española      | Chile   | 2013            |
| El Tanque Sisley    | Uruguay | 2013            |
| Cerro               | Uruguay | 2014 - 2015     |
| Deportivo Maldonado | Uruguay | 2016 — Presente |

- Datos: Q1083673